# Maurilândia do Tocantins
Maurilândia do Tocantins is een gemeente in de Braziliaanse deelstaat Tocantins. De gemeente telt 3.322 inwoners (schatting 2009).